# Donatella Rettore
Donatella Rettore, dite Rettore (née le 8 juillet 1955 à Castelfranco Veneto, dans la province de Trévise) est une chanteuse et compositrice italienne.
Elle a également joué en 1982 dans le film La Grosse Fille d'Umberto Lenzi.

## Discographie
Albums studio
- 1975 : Ogni giorno si cantano canzoni d'amore
- 1977 : Donatella Rettore
- 1979 : Brivido divino
- 1980 : Magnifico delirio
- 1981 : Estasi clamorosa
- 1982 : Kamikaze Rock'n'roll Suicide
- 1982 : Super Rock, le sue più belle canzoni
- 1983 : Far West
- 1985 : Danceteria
- 1988 : Rettoressa
- 1989 : Ossigenata
- 1991 : Son Rettore e canto
- 1994 : Incantesimi notturni
- 1996 : Concert
- 2005 : Figurine
- 2008 : Stralunata
- 2011 : Caduta massi
- 2012 : The Best of the Beast

Singles
- 1973 : Quando tu
- 1974 : Capelli sciolti
- 1975 : Ti ho preso con me
- 1976 : Lailola'
- 1977 : Carmela
- 1978 : Eroe
- 1979 : Splendido splendente
- 1980 : Kobra
- 1981 : Donatella
- 1982 : Lamette
- 1982 : This Time
- 1983 : Io ho te
- 1985 : Femme fatale
- 1986 : Amore stella
- 1989 : Zan Zan Zan
- 1994 : Di notte specialmente
- 2003 : Bastardo
- 2005 : Konkiglia
- 2011 : L'onda del nar
- 2011 : Callo
- 2011 : Lamette katana
- 2012 : Natale sottovoce
- 2013 : Ciao ciao
- 2013 : Ciao ciao remixes EP